# Liste der Universitäten in Tennessee
Liste von Universitäten und Colleges im US-Bundesstaat Tennessee:

## Staatliche Hochschulen
- Austin Peay State University
- East Tennessee State University
- Middle Tennessee State University
- Tennessee State University
- Tennessee Technological University
- University of Memphis
- University of Tennessee System
  - University of Tennessee
  - University of Tennessee at Chattanooga
  - University of Tennessee at Martin

## Private Hochschulen
- American Baptist College
- Aquinas College
- Baptist Memorial College of Health Sciences
- Belmont University
- Bethel College
- Bryan College
- Carson-Newman College
- Christian Brothers University
- Crichton College
- Cumberland University
- Fisk University
- Free Will Baptist Bible College
- Freed-Hardeman University
- Johnson Bible College
- King College
- Knoxville College
- Lambuth University
- Lane College
- Lee University
- LeMoyne-Owen College
- Lincoln Memorial University
- Lipscomb University
- Martin Methodist College
- Maryville College
- Meharry Medical College
- Memphis College of Art
- Milligan College
- O’More College of Design
- Rhodes College
- Sewanee, The University of the South
- Southern Adventist University
- Tennessee Temple University
- Tennessee Wesleyan College
- Trevecca Nazarene University
- Tusculum College
- Union University
- University of Phoenix
- Vanderbilt University
- Watkins College of Art and Design